# Pearl Thompson

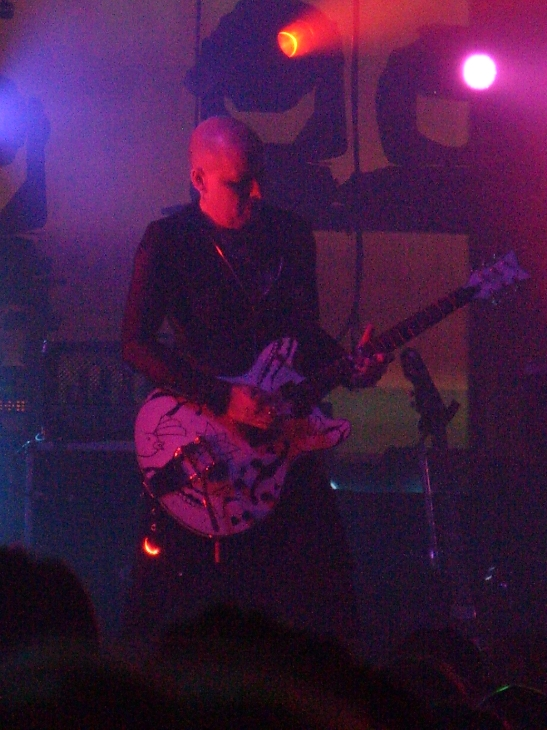
Porl podczas koncertu w 2008

Pearl Thompson, dawn. Porl Thompson, właśc. Paul Stephen Thompson (ur. 8 listopada 1957 w Londynie) – brytyjski muzyk rockowy, multiinstrumentalista (najczęściej gra jako gitarzysta, ponadto jako klawiszowiec i saksofonista), artysta malarz; sławę przyniosła mu gra w grupie muzycznej The Cure. Poza tym brał udział m.in. w trasie koncertowej w 1995 projektu Page & Plant, członków grupy Led Zeppelin.
W The Cure działał od 1976 r. (z dwiema przerwami – od 1978 do 1984 i od 1993 do 2005) do roku 2011. Rok później sprzedał na licytacji charytatywnej cały swój sprzęt muzyczny i w pełni oddał się malarstwu. Zmienił też wtedy imię na Pearl. Oprócz gry w zespole jest także autorem większości jego okładek płyt. Ma wykształcenie niepełne średnie. Był żonaty z Janet Smith, młodszą siostrą wokalisty i frontmana The Cure, Roberta Smitha.
Jego rozpoznawalną cechą jest duża ilość tatuaży oraz indywidualny, charakterystyczny, skrajnie wyróżniający się styl bycia i ubioru. Uwagę zwracała również, jeszcze przed wspomnianą wyżej licytacją, m.in. jego gitara marki Schecter, zdobiona artystycznymi motywami.

## Dyskografia

### Z grupą The Cure

#### Albumy studyjne
- The Top (1984)
- The Head on the Door (1985)
- Kiss Me, Kiss Me, Kiss Me (1987)
- Disintegration (1989)
- Wish (1992)
- 4:13 Dream (2008)

#### Albumy koncertowe
- Concert (1984)
- The Cure Live in Japan (1984) VHS
- The Cure in Orange (1986), VHS
- Entreat (1991)
- Paris (1993)
- Show (1993)
- The Cure: Festival 2005 (2005), DVD

#### Albumy kompilacyjne
- Mixed Up (1990)

### Z innymi artystami
- Page & Plant – No Quarter: Jimmy Page and Robert Plant Unledded (1994)
- Robert Plant – Dreamland (2002)
- Shelleyan Orphan – Humroot (1992)
- Babacar – Babacar (1998)